# طوطی‌کاکلی نخلی
طوطی‌کاکلی نخلی (نام علمی: Probosciger aterrimus) نام یک گونه از تیره طوطی‌کاکلی است.